# Waschka
Die Waschka (russisch Вашка, früher auch Важка) ist ein 605 Kilometer langer linker Nebenfluss der Mesen im Nordosten des europäischen Teils Russlands.

## Verlauf
Die Waschka entfließt in etwa 175 m Höhe den Sümpfen im Bereich der Wasserscheide zwischen den Flusssystemen der Mesen und der Nördlichen Dwina. Die Quelle liegt im äußersten Westen der Republik Komi, gut 50 km nordwestlich des Dorfes Jarensk, einer ehemaligen, bereits in der Oblast Archangelsk an der Wytschegda gelegenen Stadt. Wenige Kilometer unterhalb der Quelle durchquert der Fluss den kleinen Waschkaty-See und fließt dann weiter in vorwiegend nördlicher Richtung durch dünn besiedeltes Taigagebiet, zumeist stark mäandrierend. Im Mittellauf wendet sich die Waschka in nordwestliche Richtung, erreicht später das Territorium der Oblast Archangelsk und mündet wenig unterhalb des Selo und Rajonverwaltungszentrums Leschukonskoje in 23 m Höhe als deren bedeutendster Zufluss in die Mesen.
Die wichtigsten Nebenflüsse sind Loptjuga, Jowwa und Sodsim von rechts sowie Jortom, Putschkoma und Syrjanskaja Jeschuga von links. Im Einzugsgebiet des Flusses gibt es etwa 900 Seen.

## Hydrographie
Das Einzugsgebiet der Waschka umfasst 21.000 km². In Mündungsnähe erreicht der Fluss eine Breite von gut 250 Metern bei einer Tiefe von etwa Metern; die Fließgeschwindigkeit beträgt hier 0,6 m/s.
Die Waschka gefriert von Ende Oktober bis Anfang Mai. Die Wasserführung beim Messpunkt Reschelskaja, 58 km oberhalb der Mündung, beträgt im Jahresdurchschnitt 186 m³/s bei einem minimalen Monatsmittel von 26,6 m³/s im März und einem maximalen Monatsmittel von 871 m³/s im Mai.

## Infrastruktur
Die Waschka ist ab dem Dorf Ust-Watscherga auf über 350 km schiffbar, jedoch nur für kleine Fahrzeuge bei hohem Wasserstand, da der Flusslauf stark versandet ist. Daher gelten nur die 85 km vom Dorf Keba bis zur Mündung als Binnenwasserstraße.
Städte gibt es entlang des Flusses nicht, aber eine Reihe größerer Siedlungen.
Bedeutendster Ort unweit des Flusses auf dem Territorium der Republik Komi ist die Siedlung städtischen Typs Blagojewo, die ab 1968 zunächst als Stützpunkt für bulgarische Waldarbeiter entstand und daher zu Ehren des bulgarischen Sozialdemokraten Dimitar Blagoew (russische Transkription Blagojew) benannt wurde. Später wurde die bis heute nicht durchgehend fertiggestellte Straße von Syktywkar über Mikun, Ussogorsk und Karpogory nach Archangelsk durch den Ort geführt, und auch die Brücke über die Waschka im Straßenverlauf erhielt den Namen Brücke der Freundschaft zwischen der UdSSR und der Volksrepublik Bulgarien (Most Druschby SSSR i BNR). Vier Kilometer nördlich der Siedlung befindet sich die Bahnstation Wendinga, Endpunkt einer von Mikun an der Petschora-Eisenbahn ausgehenden Zweigstrecke (40 km vor Wendinga teilt sich die Strecke; der andere Ast führt in das ebenfalls nur etwa 40 km entfernte Koslan an der hier parallel fließenden Mesen). Die Bahnstation ist nach dem bereits 1485 erstmals erwähnten, direkt am Fluss gelegenen  Komi-Dorf Wendinga benannt. Die Verbindung der Eisenbahnstrecken Mikun – Wendinga und Archangelsk – Karpogory (an der Pinega) durch Bau des gut 200 km langen verbleibenden Abschnitts war seit den 1970er-Jahren immer wieder im Gespräch, zuletzt im Rahmen des Belkomur-Projektes (russisches Akronym für Weißmeer-Komi-Ural; Beloje More-Komi-Ural) einer direkten Eisenbahnstrecke Perm – Syktywkar – Archangelsk, für das aus dem russischen staatlichen Investitionsfonds eventuell 118 Milliarden Rubel (gut 3 Mrd. Euro) bereitgestellt werden sollen. Die Bahnstrecke am linken Ufer der Waschka westlich Wendinga ist seit den 1980er-Jahren kilometerweit trassiert, der Bau einer Brücke wurde aber bisher nicht in Angriff genommen.
Größter Ort am Fluss in der Oblast Archangelsk ist Leschukonskoje nahe der Mündung, das durch eine Straße entlang dem rechten Ufer der Mesen mit der Stadt Mesen am Unterlauf des Flusses verbunden ist.